# Hofsee (Federow)
Der Hofsee ist ein See bei Federow, einem Ortsteil von Kargow im Landkreis Mecklenburgische Seenplatte in Mecklenburg-Vorpommern, in dessen Gemeindegebiet es auch noch einen Hofsee am Kargower Bahnhof und als größten der drei gleichnamigen Seen den Hofsee bei Speck gibt. 
Das Gewässer besitzt eine Größe von 13,9 Hektar und liegt auf 65 m ü. NHN. Die maximale Ausdehnung des Sees beträgt 590 Meter mal 410 Meter. Einziger Zufluss ist ein Graben, der an der Südspitze des Sees einmündet. Ein Graben führt das Wasser ab zum Krummen See, der weiter zum Feisnecksee und zur Müritz entwässert. Die Ufer des Hofsees sind schilfbewachsen und sowohl am Nord- als auch am Südende von Wald umgeben. Am Westufer trennt eine Baum- und Gebüschreihe den See von landwirtschaftlich genutzten Wiesen, während am Ostufer das Herrenhaus von Federow liegt.
Seit 2008 kann der See auf einem 2,5 km langen Rundwanderweg, der zum Wegenetz des angrenzenden Müritz-Nationalparks gehört und an dem sich ein Aussichtspunkt zur Vogelbeobachtung befindet, umrundet werden.

## Nachweise
1. ↑  Geodatenviewer des Amtes für Geoinformation, Vermessungs- und Katasterwesen Mecklenburg-Vorpommern (Hinweise)